# Funkcja fazowa
Funkcja fazowa – funkcja (indykatrysa rozpraszania) opisująca rozkład kątowy radiancji promieniowania rozproszonego na danym obiekcie.
Funkcja fazowa jest na ogół znormalizowana do {\displaystyle 4\pi {:}}
{\displaystyle \iint P(\Theta )d\Omega =4\pi }
gdzie:
{\displaystyle P(\Theta )} jest funkcją fazową zależną od kąta rozpraszania {\displaystyle \Theta ,}
{\displaystyle \Omega } jest kątem bryłowym.

## Przykłady
Funkcja fazowa w przypadku rozpraszania na cząstkach dużo mniejszych od długości fali w przybliżeniu Rayleigha ma postać:
{\displaystyle P(\Theta )={\frac {3}{4}}(1+cos^{2}\Theta ).}
W przypadku rozpraszania na cząstkach porównywalnych z długością fali często stosuje się model Henyey-Greensteina. Funkcja fazowa w tym przypadku jest parametryzowana poprzez parametru asymetrii g
{\displaystyle {\frac {1-g^{2}}{(1+g^{2}-2gcos(\Theta ))^{\frac {3}{2}}}}.}